# Уестърн Уудс крий
Уестърн Уудс крий (на английски: Western Woods Cree) е термин, под който са обединени 3 големи подразделение на Западните крий – Роки крий, Западни Суомпи крий и Стронгуудс крий или Бойз Форт крий. Уестърн Уудс крий контролирали огромна територия западно от Уест Майн крий, в северните части на Онтарио, Манитоба, Саскачеван и Албърта.
Езикът Уестърн Уудс крий е класифициран към групата Крий-Монтанаи-Наскапи на Алгонкинското езиково семейство. Той включва всички групи крий говорещи диалекта Уудс крий (О-диалект), повечето северни прерийни крий (И-диалект) и повечето западни Суомпи крий (Н-диалект), както и диалекта Мисинипи крий (Р-диалект), който е изчезнал през 19 век.
Уустърн Уудс крий говорят за себе си като „Не’хияуак – тези, които говорят един език“. През 18 век са се наричали също и Атенауак – хора. Чипеуян наричат всички крий Ена – враг, а хеър Еда, което означава същото. Бийвър ги наричат Дечине, слейв – Енда, а източните кучин – Таттине.
Основно жилище на Уестърн Уудс крий е конична колиба от пръти, подобно на типи покрита с кожи. Традиционното им облекло е изработено от кожите на елен, карибу, лос и понякога са декорирани с геометричен дизайн и бодли от бодливо свинче.
Най-малка обществена единица е семейството, състоящо се от мъж, жена и децата им, а понякога и от втора жена, обикновено сестра на първата. Няколко свързани семейства, които се трудели и живеели заедно през есента, зимата и пролетта образуват местната група, която е ръководена от вожд (окима’у), чиито авторитет се дължи на ловните и организационните му умения, както и на притежанието на силна духовна сила. Местната група се събирала заедно с други местни групи около някое езеро през лятото и така образуват по-голямата регионална група. Това било и времето за социализация на обществото. Нямало формална политическа организация. Регионалната група се кооперирала в лова, риболова и събирането на диви растителни храни през лятото и в началото на есента местните групи се разделяли и се завръщали в зимните си територии.
През 18 и 19 век регионалните групи обикновено носели имената на езеро или река, около които живеели през лятото:
- Атабаска (Атапаска’у)
- Бийвър Ривър (Амиско-си’пий)
- Чърчил Ривър (Миси-нипий)
- Крос Лейк (Пимичикама’у)
- Файърстийл Ривър (Ахпит-си’пий)
- Грас Ривър (Маскоси’ска’у-си’пий)
- Хейс Ривър (Пинасиуе’чиуау-си’пий)
- Хил Ривър (Чакатинау-си’пий)
- Ил а ла Крос (Са’кихтауа’у)
- Мус Лейк (Пи’ка’кама’у)
- Нелсън Ривър (Поетиникау)
- Ред Диър Ривър (Уа’ске’сиу-си’пий)
- Прохода (Опа’скуе’иа’у)[1]